# Wciąż bardziej obcy
Wciąż bardziej obcy – trzeci singel zespołu Lady Pank, drugi pochodzący z debiutanckiego albumu Lady Pank. Utwór tytułowy jest rockową balladą połączoną z tekstem opisującym uczucia zmęczonej gwiazdy. Na singlu na stronie A znalazł się utwór tytułowy, śpiewany przez Jana Borysewicza, oraz na stronie B „Zamki na piasku”. Do utworu „Wciąż bardziej obcy” został nakręcony teledysk. Kompozytorem obu utworów jest Jan Borysewicz, a autorem tekstów Andrzej Mogielnicki.

## Skład zespołu
- Jan Borysewicz – gitara solowa, śpiew
- Paweł Mścisławski – bas
- Edmund Stasiak – gitara
- Jarosław Szlagowski – perkusja
- Janusz Panasewicz – śpiew (w utworze na stronie B, „Zamki na piasku”)